# Посавський кантон
Поса́вський канто́н (босн. Posavski kanton, хорв. Posavska županija, серб. Посавски кантон) — один з 10 кантонів (другий за рахунком) Федерації Боснії і Герцеговини, яка в свою чергу є автономною складовою держави Боснія і Герцеговина.

## Географія
Посавський кантон розташований на півночі країни і є найменшим з кантонів за площею (324,6 км²). Він складається з двох анклавів на кордоні з Хорватією по річці Сава, відокремлених від решти території Федерації Республікою Сербською і частково Округом Брчко. До одного анклаву входить громада Оджак, до другого — дві інші громади кантону: Домалєвац-Шамац та Ораш'є. Адміністративним центром кантону є Ораш'є.

## Населення
1991 року на цій території проживало 63 335 осіб. На 2003 рік 82,8% населення кантону становили хорвати, 14,6% - боснійці. За даними Управління статистики ФБіГ 2004 р. загалом на території кантону мешкає 44 648 жителів.
| Посавський кантон |                |
| Хорвати           | 36779 (82,37%) |
| Мусульмани        | 8147 (18,24%)  |
| Серби             | 780 (1,74%)    |
| Інші і невідомо   | 366 (1,97%)    |

За оцінкою 2009 року кантон налічує приблизно 39 886 жителів. За цими новішими даними чисельність хорватів зростає за рахунок переселення з центральної Боснії та інших її частин, а також Хорватії.